# سيغوندو كاردونا
سيغوندو كاردونا (بالإنجليزية: Segundo Cardona)‏ هو مهندس معماري أمريكي، ولد في 1950 في سان خوان في الولايات المتحدة.

## معرض صور

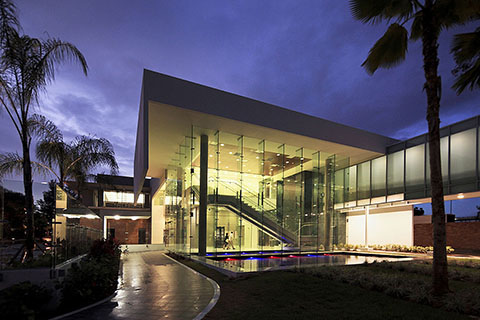
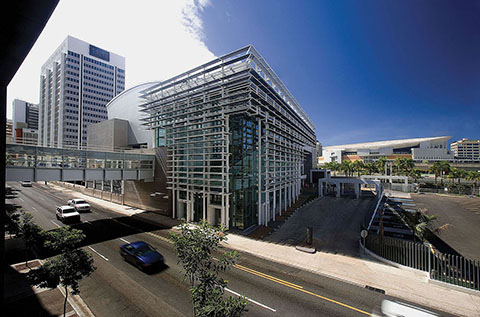
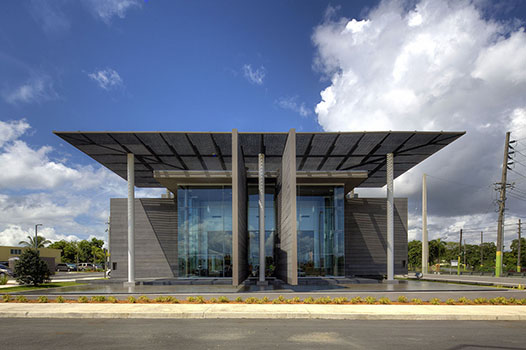